# 澳門大橋

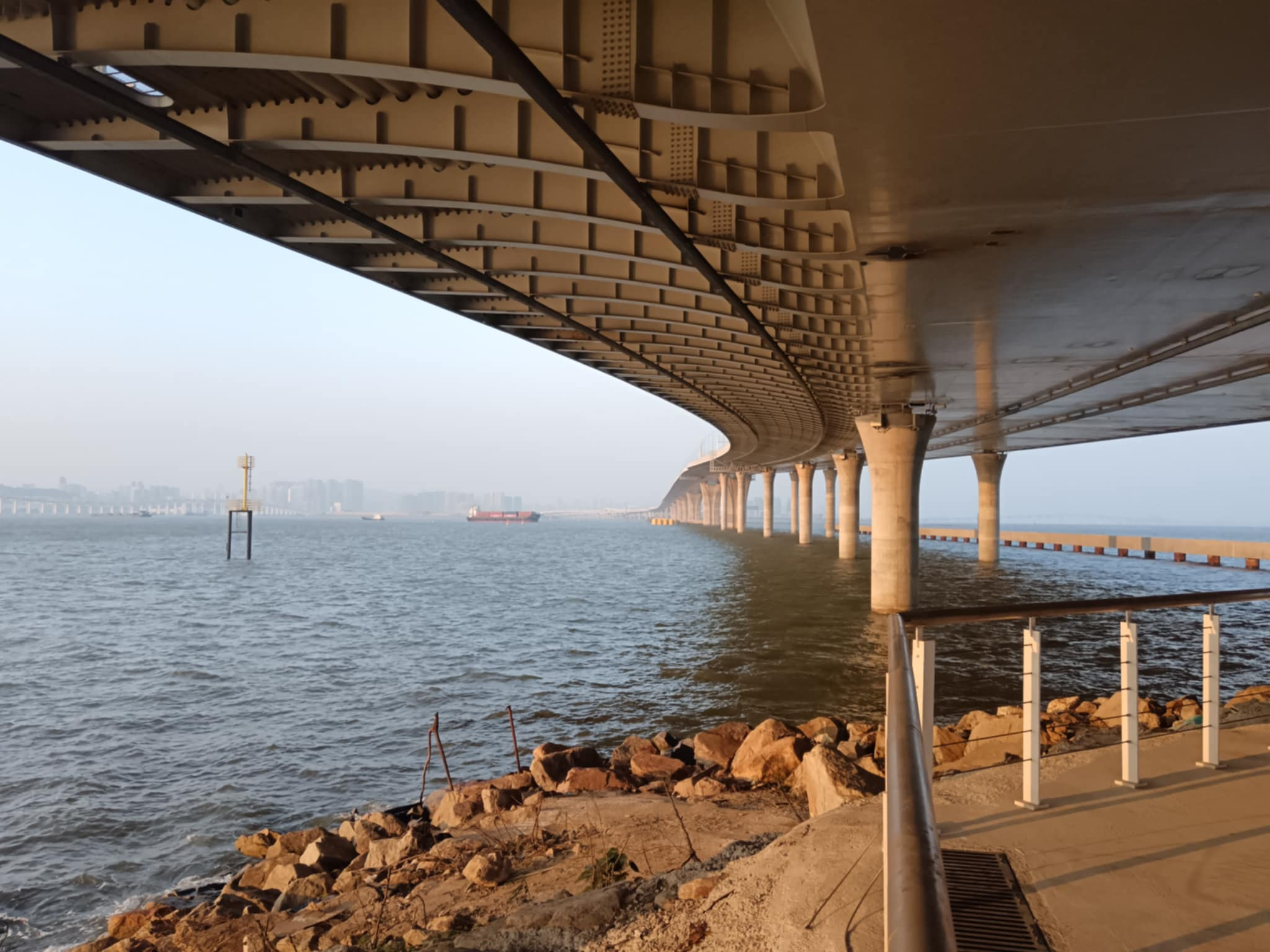
澳門大橋底部

澳門大橋（葡萄牙語：Ponte Macau），工程名稱為澳氹第四條跨海大橋（葡萄牙語：Quarta Ponte Marítima Macau-Taipa），又稱第四通道，是澳門半島和氹仔之間的第4條跨海通道。大橋全長3.085公里，為澳門首條雙向八車道跨海大橋，其中兩車道為電單車專用道，並設有風障使懸掛八號風球時大橋上的對應風速能保持與陸地一致，確保八號風球或以上懸掛期間澳氹的交通不中斷，但實際上，八號風球期間封閉大橋。大橋跨越內港航道及外港航道，北連新城A區，並設匝道連接珠澳口岸人工島及新城A區至B區通道橋；南接北安填海區，建設時已預留接口連接大潭山隧道。

## 歷史
2010年由土地工務運輸局下的新城填海區規劃工作小組發表了新城填海區規劃第一階段公眾諮詢，提出完善環城快速通道，在新城A區及新城E1區之間興建通道連接澳氹。在之後的2011年10月的第二階段公眾諮詢明確雙環雙軸的外環道系統，以海底隧道方式連接澳氹，並設有輕軌東軸線隧道。然而在2015年的第三階段公眾諮詢，普遍市民已認同第四通道以全天候的隧道模式興建，工務局突然提出隧道方案不建議設立電單車專道，並在9月重新諮詢第四通道的橋樑及隧道方案。最後在同年底發表的2016年度特區施政報告，政府宣布已決定第四通道採用橋樑方案。
2016年初，建設發展辦公室開始對第四條跨海大橋進行過兩次海洋環境影響評估，同年年尾完成可行性研究及一系列專題研究並報呈中央審批。
2018年1月，建設辦先後提交通航補充論證，在4月已獲中央政府批覆有關報告，並持續完善第四條跨海大橋初步設計。
2018年12月，建設辦招標澳氹第四條跨海大橋設計連建造工程，經兩次評標由中國土木工程集團有限公司、中國鐵建大橋工程局集團有限公司及澳馬建築工程有限公司合作經營中標，造價52億7千萬澳門元，工期1,098工作天，預計2024年1月竣工。
2020年5月，運輸工務司司長羅立文表示，澳氹第四跨海通道已於2020年3月26日正式動工，隨後時任建設發展辦公室主任林煒浩補充，有關第四跨海大橋以及東線走線方面，研究單位主要就第四跨海大橋做一個綜合比算，包括建設條件、電單車專道、工期造價、運營成本等，認為建造橋樑有一定優勢。大橋與東線專用海底隧道分開建設是考慮需要配合新城區的落腳點，因此選擇各自線路，預計橋樑在新城A區有3個出口；新城E區有2個出口。如共建的話，選擇性會較低， 因此最後局方選擇各自合適線路及結構的方案。
2020年8月，澳門半島至氹仔第四條跨海大橋舉行動工及首椿開鑽儀式，標誌著大橋建造工程正式展開。
2020年9月5日，政府《輕軌東線方案》展開為期60日公開咨詢，首次明確東線以隧道方式興建，其中興建一條專用海底隧道連接澳門半島新城A區及氹仔島新城E1區。
2022年8月29日，公共建設局邀請傳媒瞭解新城A區和澳氹第四條跨海大橋建設工程建設情況，其中“第四通道”預料竣工日期為2024年1月31日，工期共計1,143日。大橋主線設計車道數為雙向八車道，中間兩車道為電單車專用道，大橋主線範圍内通過設置風障，實現在八號風球期間汽車沿主線安全行駛目標。同時大橋橋面還預留有給水管、中水管、燃氣管、高壓電纜、通信等公共設施工程敷設條件，滿足兩岸填海新城區的開發需求。此外，新城A區內將建設跨海行車天橋、連接道路、電單車隧道和雨水泵站等。涵蓋範圍面積約32,000 平方米。而氹仔方面將興建偉龍馬路連接線和北安區連接線工程，預計兩條連接線工程將於2023年下半年完工。
2022年11月28日，進行主橋邊跨鋼樑的首次吊裝工作，為配合工程需要及保障海事安全，澳門水道於當天上午10時至晚上8時實施臨時封航措施，期間整段澳門水道將禁止船隻進出，屆時海事局及海關的船隻會在現場指揮和協調海上交通。工程整體約完成45%。
2023年1月16日，下部結構的七個主橋橋墩完成施工，現場更掛起熱烈慶祝順利施工完成的直幡。橋墩最大高度為37.2米，單個橋墩澆灌混凝土約1,500立方米。
2023年12月15日，工程進入最後階段，預計2024年第一季主橋全橋貫通，整體工程預計第二季竣工。公共建設局宣佈由2023年12月16日至2024年1月15日舉辦「澳氹第四條跨海大橋徵名活動」，希望透過居民大眾集思廣益為大橋命名，供澳門特區政府參考之用。
2024年2月1日凌晨，北主橋成功合攏。
2024年2月20日，公共建設局公佈於「澳氹第四條跨海大橋徵名活動」所徵集的名稱的最後五強，包括「澳門大橋」、「新城大橋」、「鏡海大橋」、「銀禧大橋」及「濠江大橋」。是次活動由評選委員會委員初步選出合共88個名稱，當中37個為不同的名稱。
2024年3月12日晚上，全橋合龍。同年3月18日舉行全橋合龍慶典儀式。
2024年3月26日，該大橋正式命名為「澳門大橋」。
2024年4月14日，運輸工務司司長羅立文受訪時表示，預計大橋工程最快同年6月下旬完工，爭取第三季通車。公共建設局局長林煒浩表示，大橋工程進度已超過90%，按第二季全橋竣工的目標推進，大橋兩側的四項連接線亦已全部竣工，為大橋下半年開通創造條件。
2024年7月1日，公共建設局宣佈澳門大橋完工，工程已被臨時接收，預計該年第三季具備通車條件。
2024年9月，地球物理氣象局表示，位於大橋北側及南側增設兩個自動氣象監測站，站內配備標準十米高測風儀。
2024年9月29日上午，體育局在大橋開通前舉辦“齊賀澳門大橋開通健步行”活動。
2024年10月1日，“澳門大橋”郵票正式發行。“澳門大橋落成典禮”於當天上午11時舉行。同日下午2時，澳門大橋正式通車。

## 設計
澳門大橋全長3.08公里，跨海段長約2.86公里，最高速限為每小時80公里，而最低速限則為每小時40公里。連接新城A區、新城E區及大橋澳門口岸，並分別預留與新城A區至新城B區跨海連接通道及大潭山隧道連接的高架橋介面。主線設計為雙向八車道，中間兩車道為電單車專道。橋樑主體結構使用Q420、Q500及Q690等高性能鋼材，設計使用為100年，橋並隨橋敷設水、電、氣、通訊等公共設施管線，可滿足新城A區居民的生活及發展需求。

## 連接道路

### 北安區連接線
北安區連接線（葡萄牙語：Ligação da Pac On）是以行車天橋方式連接澳門大橋，項目位於新城E區。包括興建澳門大橋進出E1區的汽車及電單車行車天橋、偉龍馬路與北安碼頭進入澳門大橋的連接天橋以及周邊路網重整及下水道整治。

### 偉龍馬路連接線
偉龍馬路連接線（葡萄牙語：Ligação da Av. Wai Long）是以行車天橋興建方式連接澳門大橋，項目位於新城E區，包括興建偉龍馬路及北安碼頭至澳門大橋的連接天橋、周邊路網重整以及下水道整治等，分兩階段施工，首階段包括北安碼頭進入澳門大橋的連接天橋、碼頭匝道橋樑、部分機場匝道橋樑，以及北安大馬路和北安圓形地的道路重整，第二階段工程為餘下部分機場匝道橋樑以及偉龍馬路北行線的道路重整。

### A區東軸線
A區東軸線（葡萄牙語：Eixo leste da Zona A）是澳門大橋起止點周邊路網工程的其中一部分，施工地點主要集中於新城A區。第一期工程涵蓋範圍面積約32,000平方米，最長施工期為620工作天，主要興建往來港珠澳大橋珠澳口岸人工島及新城A區的第一聯跨海行車天橋(即匝道)；新城A區東側地面道路；電單車隧道以及雨水泵站等。第二期工程將配合新城A區的規劃及發展進程適時啟動。

## 途經公共巴士路線
兩巴聯營：103X
賽車期間臨時行經：73

## 相關影響、爭議及事故

### 工程建設期間臨時封閉航道
由於澳氹四橋工程跨越外港航道，在橋面吊裝工程期間為了保障海事安全，外港航道須臨時封航管控，外港客運碼頭航班暫停，期間船公司將臨時加開氹仔客運碼頭的航班疏導乘客。
- 實施日期：
  - 2023年：1月16日、3月31日、4月28日、5月18日、5月29日、6月15日、7月17日（取消）、7月20日、7月24日、7月27日、7月31日、10月27日、11月8至9日、11月21日、12月5日至6日、12月13日

2023年7月14日，澳氹第四條跨海大橋進行車主橋鋼箱樑節段吊裝工作，由於部分吊點出現不穩定的情況，在吊運期間構件發生傾側並落回運輸船上，相關吊裝工作未能按時完成。公共建設局已指示承建及監理單位，調查分析檢視吊裝方法，確保吊運安全及航行安全。是次吊裝的鋼箱樑屬跨中段構件，而承建單位首次採用架設在橋面上的1,000噸級別橋面吊機吊裝此類構件。吊裝工作由上午8時55分開始，按照既定程序，先吊起約20釐米，在靜置20分鐘並觀察一切穩定正常後，再以3毫米/秒的速度提升，至約4.5米的高度時出現縱向（南北）往北方向緩慢傾斜回落至運輸船甲板上
配合工程進行，由2022年11月至2024年3月期間，公共建設局與海事及水務局協調，共實施38次海上航道臨時封航管控，澳門水道和外港航道分別封航了18次和20次。

### 命名爭議
2024年3月26日，公共建設局正式將第四條澳氹跨海大橋命名為“澳門大橋”後，被紙媒形容為“敗部復活”，更引起不少網上熱議，有網媒引述網民：「簡單之中帶點不平凡！」、「只要自己唔尷尬，尷尬嘅就係人哋」；「我收養咗一隻貓，同屋企人商量叫咩名。我聽完意見後，最後決定隻貓個名叫『貓』。」；「呢個命名充分肯定特區政府的文化水平」。其實早在2004年，建設發展辦公室（即公共建設局的前身）舉辦「第三條澳氹大橋徵名活動」，評選委員會選出五個建議名稱，其中包括「澳門大橋」，但最後特區政府將澳氹第三條跨海大橋正式命名為“西灣大橋”。
2024年3月29日，《訊報》社評提到命名評選結果讓人意外，名字是太行貨兼欠缺創意，從成立委員會到評選過程得出的結果簡直是自相矛盾，顯示出當局不太尊重民意。因為話明是全民徵名，所有評選工作理應由全民負責。所有結果理應由全民決定。最多市民寫的五個名字，再全民投票決定，這樣才顯示出公平公開公允。現在可見政府仍依賴社團代表提供民生意見。第四大橋的名字現在改得這麼簡單，當局當初直接命名就是了，沒有必要浪費人力物力。
2024年4月14日，公共建設局舉行「澳氹第四條跨海大橋徵名活動」頒獎禮，局長林煒浩解釋，大橋位於澳門東面，作為東大門，將成為澳門新的地標，可以代表到澳門，且過去也沒有一條大橋以澳門來命名，故最終決定叫「澳門大橋」。時任運輸工務司司長羅立文補充，其名稱代表澳門有多個含意，其中一個是乘船來澳首先就會看到該大橋，也是四條跨海大橋中最大的橋。自言識少少中文的他認為這中文名稱是可以、沒有問題，並沒甚麼特別，而該選名任務至昨可謂已完成。

### 工程事故
2020年12月29日下午，一名男外僱工人在地盤被翻側的大型吊機壓倒，被救出時清醒，背部有挫傷、左大腿骨折。事故初步懷疑是裝有吊架的大型吊車失去平衡，連吊架一併翻側，消防出動重型油壓車及氧乙炔切割器，把被困駕駛艙內的外僱救出。
2024年5月30日中午，一名年約55歲中國大陸外地僱員工人在高處拆除臨時性的鋼架，從30多米的高處墜下，當場證實死亡。公共建設局及勞工事務局指高度重視事故，對相關承造商發出停工通知，勒令即時停止肇事工地內所有高空拆卸臨時構件工作，並要求承造商全面配合勞工局調查事故原因，同時要求承造商及監理單位必須盡快調查事故原因，於短期內提交報告，並同時要求工程重新啟動高空拆卸臨時構件工作前承造商、監理單位需進行工地安全的排查工作，直至承造商落實有效的職安健改善措施及提交調查報告，並得到兩局評估後方能恢復工作。

### 開通初期成效
澳門大橋通車初期，交通事務局「建議」賭場的員工巴士及穿梭巴士需要經澳門大橋前往氹仔，據瞭解相關路線改經新啟用的澳門大橋後，平均行車時間可節省3至5分鐘，有效分流和舒緩澳氹第二條跨海大橋友誼大橋的交通壓力。根據交通事務局初步數據顯示，友誼大橋平日晚高峰雙向每小時交通量平均較通車前一個月減少約10%，澳門往氹仔單方向晚高峰每小時交通量則減少約15%。
澳門大橋開通初期新城A區前往澳門半島只有馬萬祺博士大馬路一條道路前往，特別是每天早晚尖峰時段交通十分擁堵，直至新城A區至澳門半島第二連接橋（A2橋）往黑沙環方向開通後才舒緩和分流。交通事務局已在2024年澳門大賽車舉行前起，臨時封閉友誼圓形地地面至轉入新城A區及友誼大橋，上述試行措施後期改為恆常措施，但另未考慮友誼大橋禁止電單車通行。

## 工程圖片

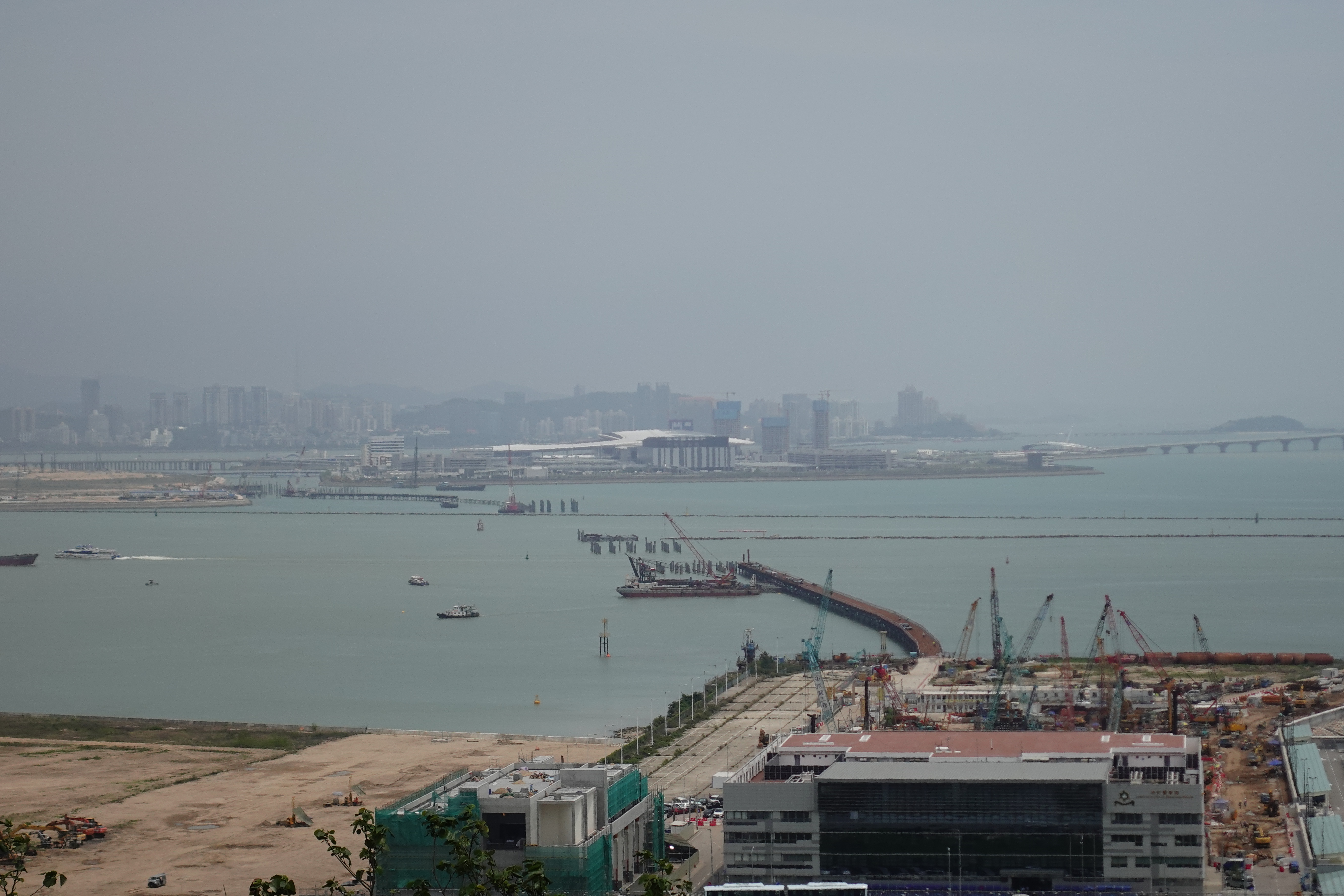
澳氹四橋 2021年5月
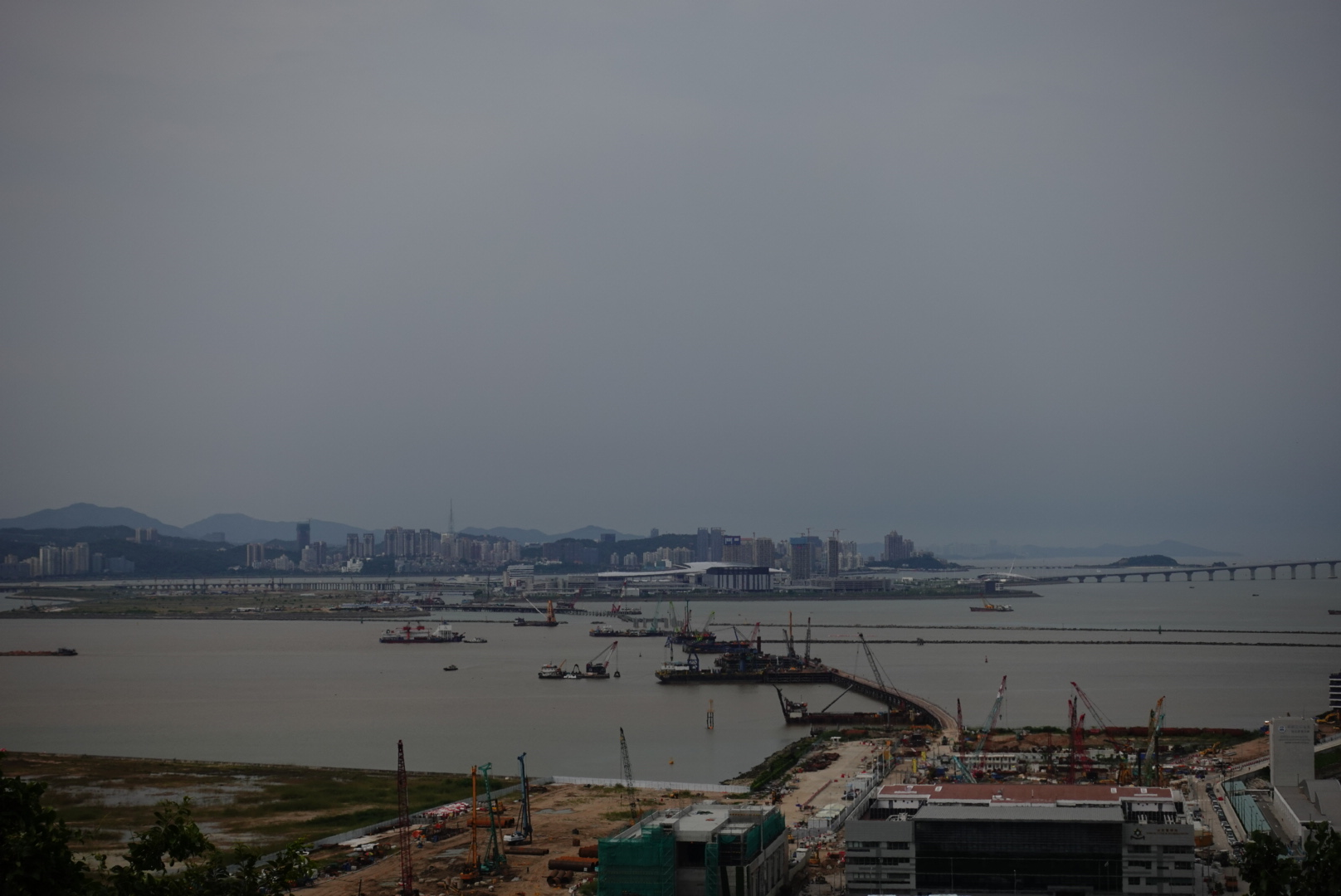
澳氹四橋 2021年9月
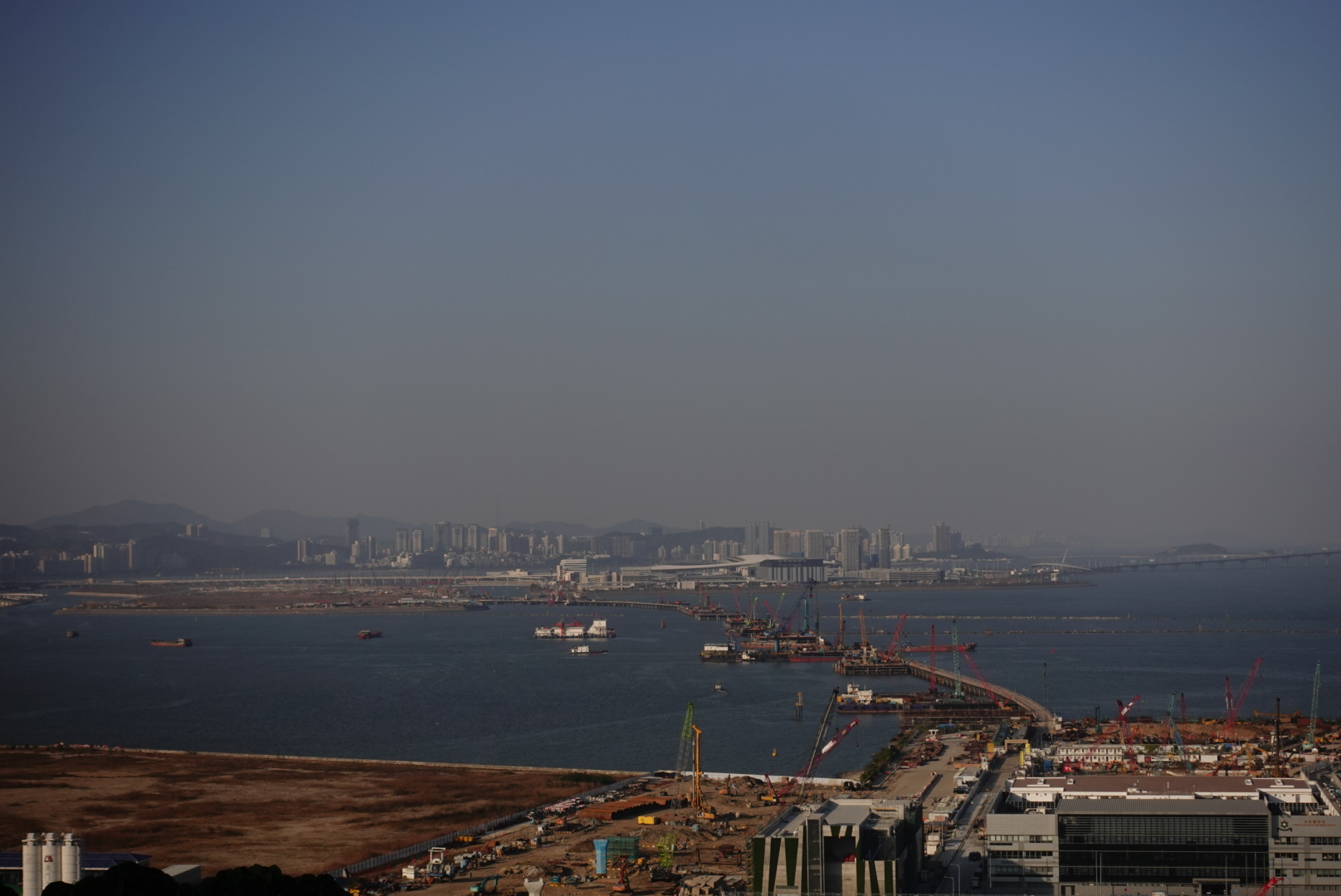
澳氹四橋 2021年12月
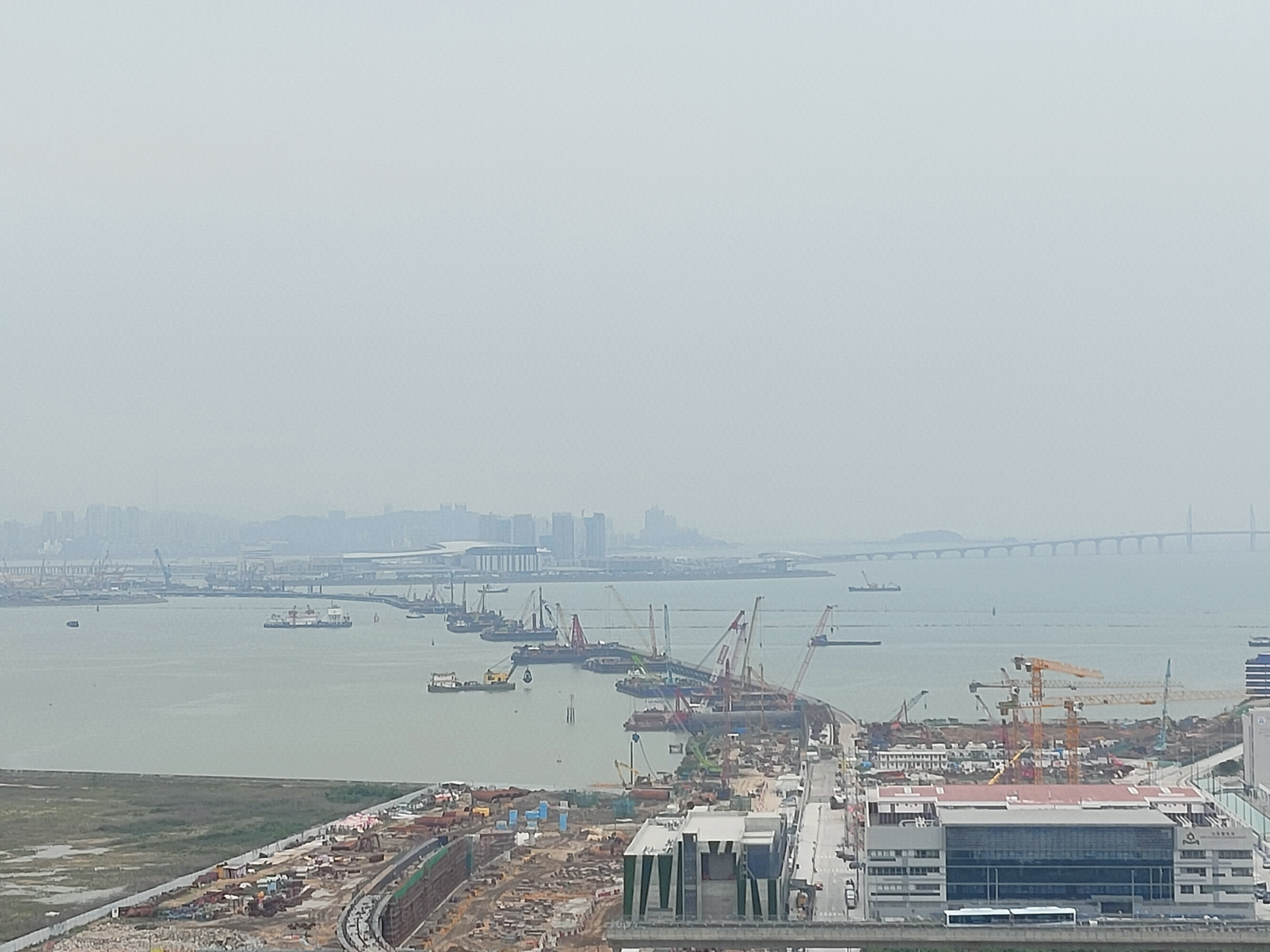
澳氹四橋 2022年3月
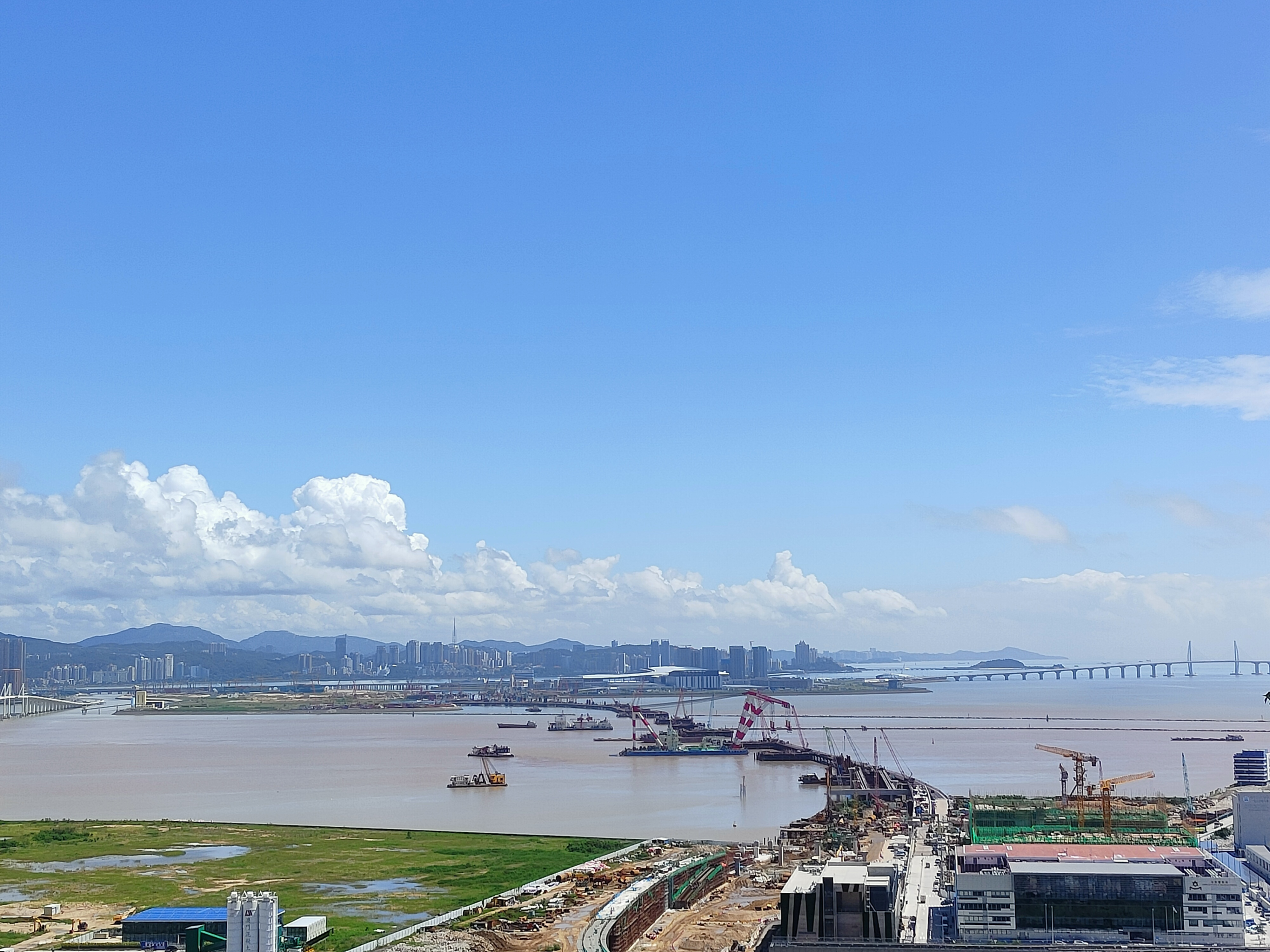
澳氹四橋 2022年7月
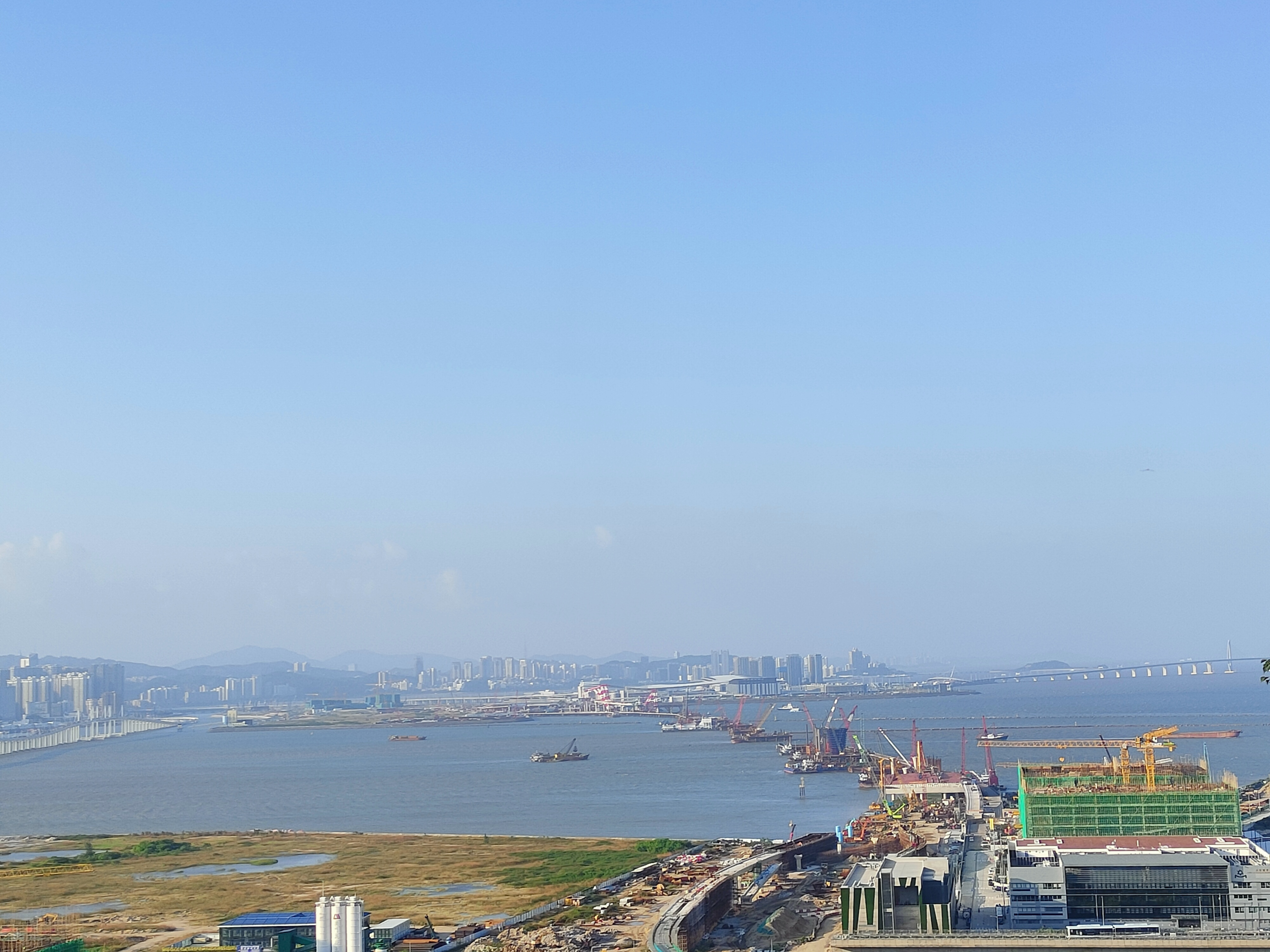
澳氹四橋 2022年10月
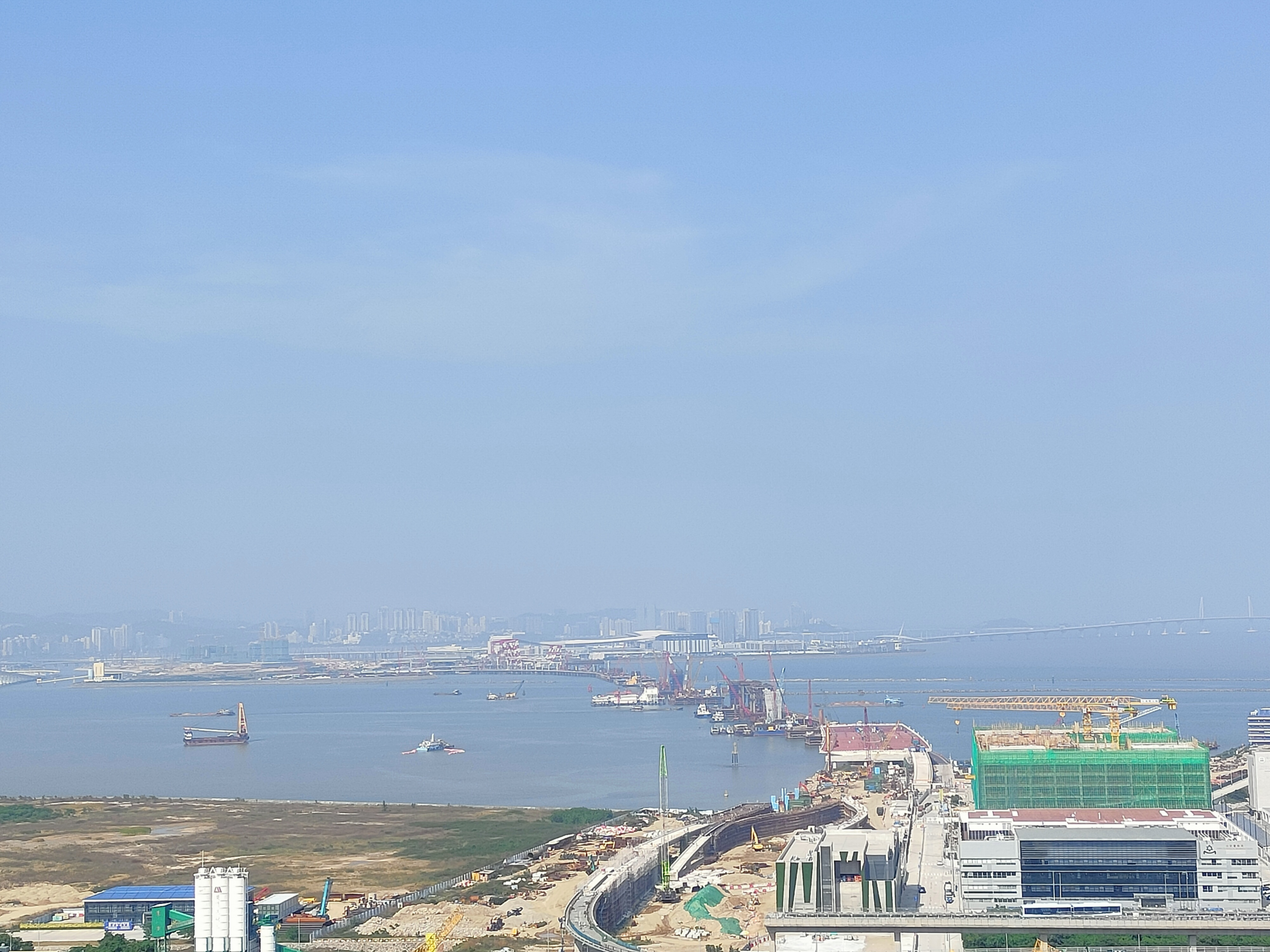
澳氹四橋 2022年11月
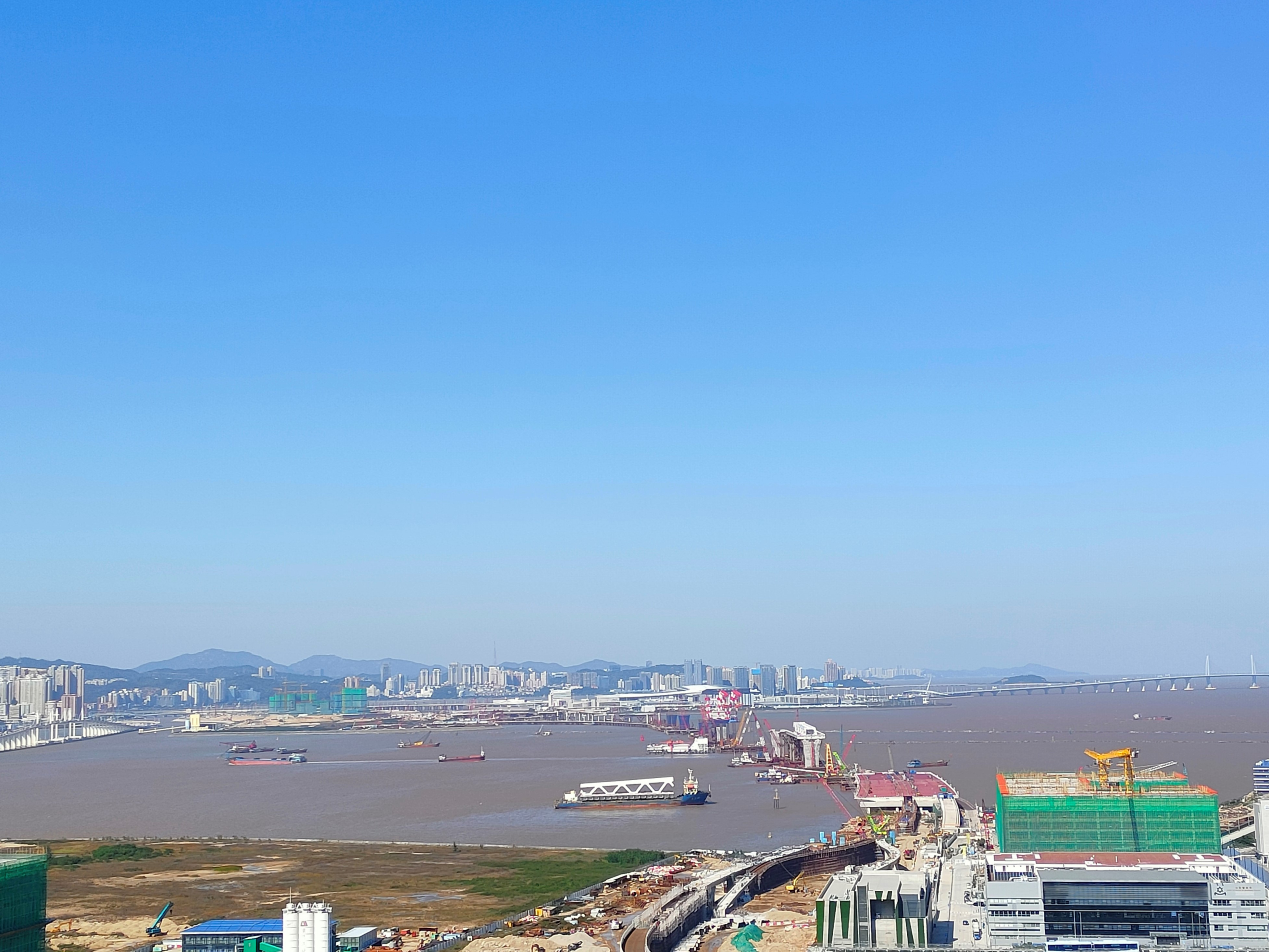
澳氹四橋 2022年12月

## 外部連結
- 澳氹第四條跨海大橋設計連建造工程 （页面存档备份，存于） 公共建設局
- 澳氹第四條跨海大橋起止點周邊路網建造工程 - 北安區連接線 （页面存档备份，存于） 公共建設局
- 澳氹第四條跨海大橋起止點周邊路網建造工程 - 偉龍馬路連接線 （页面存档备份，存于） 公共建設局
- 澳氹第四條跨海大橋起止點周邊路網建造工程 - 口岸人工島連接線 （页面存档备份，存于） 公共建設局
- 澳氹第四條跨海大橋起止點周邊路網建造工程 – A區東軸線 – 第1期工程 （页面存档备份，存于） 公共建設局